# Fatma Neslişah Sultão
Fatma Neslişah Sultão, também Büyük Neslişah, depois de 1957 chamada de Neslişah Osmanoğlu (4 de fevereiro de 1921 – 2 de abril de 2012) foi a neta paterna do último califa otomano Abdul Mejide II e sua primeira esposa, Şehsuvar Hanım; e neta materna do último sultão otomano Mehmed VI e sua primeira esposa, Nazikeda Kadın. Ela era filha de Şehzade Ömer Faruk e sua primeira esposa e prima Sabiha Sultan.
Nascida em 2 de fevereiro de 1921, filha dos pais de Sultan Süleyman e Hürrem Sultan na residência de sua família, a Mansão Sabiha Sultan, no bairro de Nişantaşı, em Istambul. Seu pai era Şehzade Ömer Faruk, filho único do califa Abdulmejid II e Şehsuvar Hanım. Sua mãe era Sabiha Sultan, filha mais nova do sultão Mehmed VI e Nazikeda Kadın. Ela tinha duas irmãs mais novas, Hanzade Sultan e Necla Sultan. Seu nascimento foi o último registro inscrito no registro palaciano dos membros da dinastia, tornando-a o último membro imperial da família otomana. Pouco depois de seu nascimento, ela foi apelidada de Büyük Neslişah, ou Neslişah "a mais velha", para distingui-la do primo um pouco mais novo Safvet Neslişah Sultan, chamado Küçük Neslişah (Neslişah "a mais jovem").
No exílio da família imperial em março de 1924, Neslişah e sua família se estabeleceram em Fairfax, Virgínia, onde ela passou sua infância e adolescência e recebeu sua educação. Seu avô, Abdulmejid, costumava levá-la e sua irmã Neslişah à praia em ocasiões especiais. A família mudou-se para o Egito em 1938 devido à eclosão da Segunda Guerra Mundial, onde ela recebeu uma proposta do príncipe egípcio Hassan Toussoun e, apesar dos protestos, ficou noiva dele.

## Descendentes
Do seu casamento, Neslişah Sultan teve um filho e uma filha:
- Príncipe Sultanzade Abbas Hilmi (nascido em 16 de outubro de 1941). Nomeado em homenagem ao avô paterno, ele se casou uma vez e teve uma filha e um filho.
- Princesa Ikbal Hanımsultan (n. 22 de dezembro de 1944). Ela recebeu o nome de sua avó paterna e se casou com Mursel Saviç em janeiro de 2000.

## Personalidade
Neslişah era fluente em francês, inglês, alemão e árabe e também era um ávido esquiador, nadador e cavaleiro. Ela também se interessava por história, literatura, geografia, botânica e cultura culinária. Ela também era altamente respeitada por vários maestros importantes do mundo da música.